# Ward Meachum
Ward Meachum es un personaje ficticio que aparece en los cómics estadounidenses publicados por Marvel Comics. En sus apariciones originales del cómic, es representado como el hermano de Harold Meachum y el tío de Joy Meachum.
Ward es retratado por Tom Pelphrey en la serie original de Netflix, Iron Fist, donde Ward es el hermano de Joy y es el hijo de Harold.

## Historial de publicaciones
Ward Meachum apareció por primera vez en Marvel Premiere # 19, creado por los escritores de cómics Doug Moench y Larry Hama.

## Biografía del personaje ficticio
Ward Meachum es el hermano de Harold Meachum, el CEO de Rand-Meachum Inc. Después de que Iron Fist fue culpado por la muerte de Harold (que fue asesinado por un ninja enviado por el Maestro Khan), Ward y su sobrina, Joy Meachum, contrataron a villanos para matarlo.
Ward contrató por primera vez a Serpiente de Acero para vengarse de Iron Fist. Debido a las conexiones criminales propias de Ward, Serpiente de Acero declaró que no podía trabajar para él. Después de golpear a los guardaespaldas de Ward y dejar a Ward con vida, Serpiente de Acero explicó que su deuda con Joy había sido pagada y que se vengaría de Iron Fist por su cuenta.
Ward luego comenzó a colaborar con el Maestro Khan. El Maestro Khan envió a su subordinado, Ferocia, para ayudar a Ward. Después, Ward reclutó a Shades y Comanche, dándole a Shades un visor láser y Comanche un conjunto de flechas trucadas para derrotar a Power Man y Iron Fist. Al obtener la Gema de Poder de Quon, Ward y sus hombres colocaron la Joya de Poder en un pedestal, usándolo para llevar al Maestro Khan a la Tierra. El Maestro Khan le contó a Ward acerca de la habilidad de la Gema de Poder de Quon para llevarse a Shou-Lao, los poderes de Iron Fist, que le daría a los dragones de Khan el poder de matar a Iron Fist. El Maestro Khan se vio obligado a luchar contra Iron Fist cuando los Héroes atacaron. Iron Fist fue capaz de destruir la Gema de poder de Quon para enviar al Maestro Khan de vuelta a K'un-L'un, y Ward y sus hombres fueron arrestados después de la batalla.
Después de que Joy descubriera la verdad sobre lo que le sucedió a su padre, Ward Meachum colaboró con un Super-Skrull para hacerse cargo de la Tierra a cambio de que Ward ganara la mano de la "mujer más bella de la galaxia". Ward fue informado por un trabajador de Oracle Inc. y Phoebe Marrs que la oferta de Super-Skrull sería horrible para Ward. Debido a la paranoia que desarrolló a partir de la advertencia de Phoebe, Ward se volvió contra los Skrulls saboteando la máquina. Esto resultó en el Super-Skrull usando su piroquinesis para matar a Ward.

## En otros medios
Ward Meachum es una serie regular en Iron Fist, retratado por Tom Pelphrey mientras que la versión adolescente de Ward es interpretado por Ilan Eskenazi. En la serie, Ward es el hermano de Joy y el hijo de Harold, y es un conocido de infancia de Danny Rand. Al principio, duda de que Danny apareciera vivo después de su aparente muerte. Bajo la persuasión de Harold, Ward admite a regañadientes que Danny está vivo y lo convierte en un accionista mayoritario de Rand Enterprises. A la mitad de la primera temporada, Ward se engancha con la heroína de Madame Gao, lo que lleva a Harold a enmarcarlo e institucionalizarlo. Él está curado de la adicción y liberado de Birch Psychiatric por Bakuto como parte de un acuerdo para matar a Harold. Sin embargo, Bakuto cruza doblemente a Ward y dispara a Joy en el estómago para sacar a Danny. Mientras Danny se rinde a las fuerzas de Bakuto, Ward y Harold llevan a Joy al hospital. Cuando Harold posteriormente enmarca a Danny para el contrabando de heroína, Ward advierte a Danny y Colleen, y también se acerca a Jeri Hogarth, para ayudar a demostrar su inocencia. Ward luego ayuda a Danny y Colleen a pelear contra Harold. Después de que Danny empala a Harold en una barra de refuerzo, Ward le dispara a Harold dos veces, causándole la muerte. Después de incinerar a Harold para que La Mano no lo devuelva a la vida, Ward toma a Danny como socio comercial, similar a la forma en que sus padres también fueron socios comerciales.
Ward no aparece en The Defenders, y se menciona que se encuentra fuera de la ciudad por negocios cuando Danny y Colleen pasan por Rand para obtener información sobre las cuentas que la Mano usaba para lavar dinero a través de la compañía.
Aparece nuevamente en la segunda temporada de Iron Fist, donde se reúne con su hermana Joy al saber de todo su pasado y al decirle que no quiere saber nada. Asiste a una reunión de NA donde comenzó una relación con su patrocinadora, Bethany. Se reúne con Danny y le cuenta sobre su reunión con Joy, quién está trabajando con Davos. Ward tiene a Bethany hablando de sus asuntos, hasta que atienden las heridas de Danny, y luego él y Danny tienen una conversación de corazón a corazón, hasta que Colleen y MIsty Knight  tienen a Joy y a Mary Walker estando involucradas con Davos, al saber que Joy quería herir a Danny, haciendo quedando mal. Al estar ebrio y rendido, va a la reunión en secreto y descubre que Bethany está embarazada. Luego se embarca con Walker para salvar a Joy, quién fue herida por Davos, luego de que Joy acepta su disculpa con Ward. Al final, queriendo estar con Bethany en cuidarla, hasta negarse en solo continuar su vida hasta ahora. Luego, decide viajar con Danny a Japón sobre algunas respuestas del cadáver del Iron Fist que Davos obtuvo.